# Lac Gillies
Lac Gillies är en sjö i Kanada.   Den ligger i regionen Outaouais och provinsen Québec, i den sydöstra delen av landet, 110 km nordväst om huvudstaden Ottawa. Lac Gillies ligger 214 meter över havet. Arean är 3,1 kvadratkilometer. Den sträcker sig 4,9 kilometer i nord-sydlig riktning, och 2,5 kilometer i öst-västlig riktning.
I omgivningarna runt Lac Gillies växer i huvudsak blandskog. Runt Lac Gillies är det mycket glesbefolkat, med 3 invånare per kvadratkilometer.